# Jaffrey, New Hampshire
Jaffrey este un oraș în comitatul Cheshire din statul New Hampshire, Statele Unite ale Americii. Populația sa era de 5.457 de locuitori la recensământul din 2010.
Suprafața sa totală este de 104 km2. Muntele Monadnock se află parțial pe teritoriul localității. Vârful său de 965 de metri este cel mai înalt punct al orașului.